# صدير جاباروف
صدير جاباروف (مواليد 6 ديسمبر 1968) هو سياسي قيرغيزي يشغل حالياً منصب رئيس وزراء قيرغيزستان منذ 10 أكتوبر 2020.